# The 'Fired' Cook
The 'Fired' Cook è un cortometraggio muto del 1913 diretto da Pat Hartigan e interpretato da John E. Brennan, Ruth Roland e Marshall Neilan.

## Produzione
Il film, prodotto dalla Kalem Company, fu girato a Santa Monica.

## Distribuzione
Il film fu distribuito dalla General Film Company, che lo fece uscire nelle sale statunitensi il 28 marzo 1913. 
Nelle proiezioni, veniva programmato con il sistema dello split reel, accorpato in un'unica bobina con un altro cortometraggio prodotto dalla Kalem e interpretato dagli stessi attori, la comica The Cat and the Bonnet.